# Iván Cuéllar
Iván Cuéllar Sacristán (Mérida, Badajoz, 27 de mayo de 1984), apodado Pichu, es un futbolista español que juega de portero en el R. C. D. Mallorca de la Primera División de España.

## Trayectoria
Formado en el club de su ciudad natal, el C. P. Mérida, en 2002 ingresó en las categorías inferiores del Club Atlético de Madrid. Tras ser campeón de Liga en categoría juvenil y pasar por el filial del club rojiblanco, el entrenador César Ferrando le dio la oportunidad de debutar con el primer equipo el 20 de enero de 2005, en un partido disputado frente al Lorca Deportiva C. F. en la Copa del Rey. Posteriormente, el 29 de mayo, se estrenó en Primera División en un encuentro entre el Atlético y el Getafe C. F. que terminó en empate.
La siguiente campaña dio el salto definitivo a la primera plantilla, como suplente de Leo Franco, quien no le dio opción de jugar. Tras un año en blanco, en la temporada 2006-07 disputó siete partidos en la Liga. Entre ellos, vivió la mayor goleada encajada por el Atlético de Madrid como local en toda su historia: un encuentro correspondiente a la 35.ª jornada en el que el F. C. Barcelona venció por 0-6 al conjunto madrileño.
En la temporada 2007-08 fue cedido a la S. D. Eibar, de la Segunda División, y, en la 2008-09, se desvinculó del Atlético de Madrid para fichar por el Real Sporting de Gijón. Curiosamente, el Sporting había logrado el ascenso a Primera División en el último partido de la campaña anterior, en El Molinón de Gijón al vencer frente al Éibar por 2-0, el cual Cuéllar había solicitado no jugar. Sus dos primeras campañas con los asturianos estuvieron marcadas por las lesiones: tras debutar en la jornada 5 en una derrota por 0-1 contra el Villarreal C. F., el 14 de diciembre de 2008 sufrió un choque con Carlos Gurpegui en el estadio de San Mamés que le supuso la rotura del peroné de su pierna derecha y pasar, como consecuencia, cuatro meses de baja. En su segunda temporada en el Sporting, una rotura de ligamentos durante un entrenamiento provocó que finalizara la campaña sin haber disputado un solo minuto en la Liga, aunque sí que participó en dos encuentros de la Copa del Rey.
En la temporada 2010-11 comenzó como suplente de Juan Pablo Colinas —solo fue titular en el cuarto partido frente al F. C. Barcelona— hasta la jornada 17. Desde ese momento, encadenó doce partidos consecutivos como titular hasta que una rotura de fibras en la jornada 28 frente al Villarreal lo mantuvo tres semanas de baja. En la siguiente temporada, la 2011-12, solo disputó un partido de Liga como titular y el Sporting descendió a Segunda. Durante los tres siguientes años en la categoría de plata alcanzó la cifra de noventa y nueve partidos jugados, y logró un ascenso a Primera División en la campaña 2014-15. Además, consiguió el Trofeo Zamora al portero menos goleado y recibió el premio de LaLiga al mejor portero de la Segunda División.
Jugó dos campañas más en Primera División y, tras un nuevo descenso, el 5 de julio de 2017 acordó la rescisión de su contrato con el Sporting para fichar por el C. D. Leganés.
Tras cuatro años jugando para el C. D. Leganés, en junio de 2021 finalizó su vinculación con el conjunto pepinero. El 29 de agosto se confirmó su retorno al Sporting, volviendo a Gijón tras cuatro años. En la primera temporada tras su retorno al conjunto asturiano fue el portero suplente hasta que en el mes de abril el entonces técnico del equipo José Luis Martí le hizo debutar de nuevo, curiosamente en el Estadio de Butarque frente al Leganés, su ex equipo, siendo desde ese momento de nuevo titular habitual.
El 6 de enero de 2023 se convirtió en el futbolista con más edad en disputar un partido oficial con el Sporting. Lo hizo con 38 años y 224 días, superando en diecinueve días a Emilín, quien ostentaba el anterior récord. Finalmente, tras once temporadas en el club y 246 partidos disputados, se anunció su salida al no serle renovado su contrato. Entonces, a finales de agosto, siguió su carrera en el R. C. D. Mallorca con el que firmó hasta junio de 2024. Unos días después de esa fecha, amplió su vinculación un año más tras convertirse, con 39 años, 11 meses y 27 días, en el jugador más veterano en disputar un partido con el conjunto bermellón en Primera División.

## Selección nacional
Fue internacional con España en la categoría sub-21. También formó parte de la selección sub-22 que consiguió la medalla de oro en los Juegos Mediterráneos de 2005.

## Clubes
| Club                        | País   | Año       |
| --------------------------- | ------ | --------- |
| Club Atlético de Madrid "B" | España | 2003-2005 |
| Club Atlético de Madrid     | España | 2005-2007 |
| S. D. Eibar                 | España | 2007-2008 |
| Real Sporting de Gijón      | España | 2008-2017 |
| C. D. Leganés               | España | 2017-2021 |
| Real Sporting de Gijón      | España | 2021-2023 |
| R. C. D. Mallorca           | España | 2023-     |

## Palmarés

### Distinciones individuales
| Distinción                                            | Año  |
| ----------------------------------------------------- | ---- |
| Trofeo Zamora (Segunda División)                      | 2015 |
| Premio LaLiga al mejor portero de la Segunda División | 2015 |